# سیارک ۱۸۱۷۶
سیارک ۱۸۱۷۶ (به انگلیسی: 18176 Julianhong، نامگذاری:2000QG22) هجده هزار و صد و هفتاد و ششمین سیارک کشف شده‌است که در ۲۴ اوت ۲۰۰۰ کشف شد.
قدر مطلق سیارک برابر ۱۴.۱ است.